# Redie
Als Redie wird ein Stadium im Generationswechsel einiger parasitischer Saugwürmer (Trematoda) aus dem Stamm der Plattwürmer (Plathelminthes), wie dem kleinen und großen Leberegel (Dicrocoelium dendriticum und Fasciola hepatica), bezeichnet.
Im Generationswechsel der Leberegel erfolgt im durch das Miracidium infizierten Zwischenwirt die Entwicklung zur Sporocyste. In der Sporocyste reift wiederum die Redie, welche im Gegensatz zur Sporocyste über einen Pharynx, einen blind endenden Darm, ein Nervensystem und eine Geburtsöffnung verfügt. In der Redie entwickeln sich die Cercarien, welche den Zwischenwirt nach der „Geburt“  verlassen. Die erste Rediengeneration wird als Mutterredie, die zweite als Tochterredie bezeichnet. Beide unterscheiden sich morphologisch.